# Труйка (Великопольське воєводство)
Труйка (пол. Trójka) — село в Польщі, у гміні Старе Място Конінського повіту Великопольського воєводства.
Населення — 168 осіб (2011).
У 1975-1998 роках село належало до Конінського воєводства.

## Демографія
Демографічна структура станом на 31 березня 2011 року:
|          | Загалом | Допрацездатний вік | Працездатний вік | Постпрацездатний вік |
| -------- | ------- | ------------------ | ---------------- | -------------------- |
| Чоловіки | 86      | 25                 | 51               | 10                   |
| Жінки    | 82      | 16                 | 49               | 17                   |
| Разом    | 168     | 41                 | 100              | 27                   |